# Ryszard Duda
Ryszard Duda (ur. 11 sierpnia 1945) – polski piłkarz i trener piłkarski, związany przede wszystkim z klubem GKS Jastrzębie. Jako zawodnik występował najczęściej na pozycji pomocnika.

## Sukcesy piłkarskie
Ryszard Duda rozegrał 82 mecze w I lidze polskiej, strzelił 19 goli.
- Zryw Chorzów (Mistrzostwo Śląska juniorów w sezonie 1962/1963)
- Star Starachowice awans do II ligi (1970)
- Stal Rzeszów (w sezonie 1971/1972 zajął IV miejsce w klasyfikacji najlepszych strzelców ekstraklasy)
- GKS Jastrzębie awans do II ligi (1979)

## Kariera trenerska
- GKS Jastrzębie (1983) - znajdował się w sztabie szkoleniowym
- Beskid Skoczów (1984)
- GKS Jastrzębie (od 1984)

- do 1988 roku II trener
- w czasie rundy wiosennej został szkoleniowcem GKS Jastrzębie i wprowadził klub do ekstraklasy
- w I lidze pod jego opieką GKS Jastrzębie przegrał 5 meczów z rzędu (-1 pkt na koncie z uwagi na ujemne punkty za przegraną 0-3 z Ruchem Chorzów). Po tej fatalnej serii został zastąpiony przez Bogusława Cygana.
Wiosną 1989 r. prowadził II-ligowy Górnik Pszów Wodzisław Śląski, który nie udało się uratować przed spadkiem do III ligi.
W roku 1989 w rundzie jesiennej, po spadku z I ligi objął GKS Jastrzębie w II lidze, po zwolnieniu trenera Szindlera. Kiedy wyprowadził zespół ze strefy spadkowej, zwolniono go i klub pożegnał się z II ligą.
W następnych latach Ryszard Duda trenował zespoły niższych klas jak Piast Cieszyn, GKS Morcinek Kaczyce, Spójnia Zebrzydowice, Cukrownik Chybie.
Przez wiele lat był nauczycielem wychowania fizycznego w Zespole Szkół Górniczo - Elektrycznych (obecnie Zespół Szkół nr 6 im. Króla Jana III Sobieskiego) w Jastrzębiu Zdroju.
Od 2000 roku zajmuje się szkoleniem młodzieży w szkółce piłkarskiej MOSiR Jastrzębie.